# Château du Wasigenstein
Le château du Wasigenstein se situe sur la commune de Niedersteinbach, dans le département du Bas-Rhin.

## Historique
Bien que la mention de seigneurs de Wasigenstein permette de supposer qu’un château existait à cet emplacement dès 1270, celui-ci n’est formellement attesté que vers 1299. À cette date il ne s’agit que d’une petite tour d’habitation occupant le rocher dit du « Petit-Wasigenstein ». Après l’extinction de la famille des Wasigenstein en 1359, le château passe de mains en mains en étant progressivement subdivisé en de nombreuses parts attribuées à des propriétaires différents, une quinzaine vers 1450. Cette situation entraîne de nombreux conflits dans la deuxième moitié du XVe siècle, les deux châteaux ayant été assiégés pas moins de huit fois durant cette période, ce qui semble avoir entraîné leur abandon avant 1500.
Le château, propriété domaniale (État), est classé monument historique en 1898.

## Description
1: Fossé sec. 2: Donjon. 3: Accès a la partie inférieure. 4: Ancien accès a la partie haute. 5: Escalier. 6: Mur d'enceinte. 7: Escalier au Petit Wasigenstein. 8: Emplacement du treuil ? 9: Citerne.
Le site castral est constitué de deux rochers en grès, séparés par une large faille et portant chacun un château : le Petit-Wasigenstein, à l’ouest, occupe le plus petit de ceux-ci, tandis que le Grand-Wasigenstein occupe l’autre. L’ensemble du site est entouré d’un profond fossé dans la contrescarpe duquel est creusé une citerne.

### Grand-Wasigenstein
Le Grand-Wasigenstein, semi-troglodyte, occupe le sommet plan d’un rocher en grès long de 75 m, mais étroit, lui donnant une forme générale très allongée. L’accès principale se faisait par le sud, où une porte protégée par une tour circulaire permettait d’accéder à la basse-cour. De là, deux escaliers creusés à même le flanc du rocher permettaient de rejoindre le logis, doté d’une citerne à filtration, et le donjon. Le côté ouest est par ailleurs occupé par une imposant mur-bouclier faisant face au Petit-Wasigenstein.

### Petit-Wasigenstein
Le Petit-Wasigenstein est une tour-habitat, autrefois couverte par une toiture, comportant trois étages desservis par un escalier en colimaçon logé dans le mur est. Celui-ci faisant face au Grand-Wasigenstein, il est de plus grande hauteur et épaisseur que les autres murs de la tour. La montée des charges lourdes au sommet du rocher se faisait par un monte-charge, dont les vestiges subsistent au pied de l’extrémité ouest de celui-ci.

## Fortifications proches
- le Klingelfels est un rocher situé à l’est du Wasigenstein. Aucun vestige ne subsiste, mais les traces à la surface du rocher montre qu’il a été aménagé, peut-être pour abriter un poste de guet du Wasigenstein[4].
- le Zigeunerfels (Rocher de gitans) est un rocher situé à proximité du Wasigenstein sur lequel était un petit châtelet entre les XIVe et XVe siècles[5]. Son nom actuel remonte au XVIIe siècle, lorsqu’il était occupé par des bandits, dits « tziganes »[6].

## Légende
Le site du Wasigenstein est considéré comme étant le haut-lieu de la légende germanique du Waltharielied ou  Chanson de Walther au Xe siècle. La « faille de Walther » séparant les deux châtelets entre eux étant l'endroit où le prince Walther bat les onze chevaliers de Gunther. L'étroitesse du défilé rocheux, bien visible, ne permettait que des combats singuliers.